# La Escondidita
La Escondidita är en ort i Mexiko.   Den ligger i kommunen San Luis de la Paz och delstaten Guanajuato, i den centrala delen av landet, 260 km nordväst om huvudstaden Mexico City. La Escondidita ligger 1 991 meter över havet och antalet invånare är 613.
Terrängen runt La Escondidita är en högslätt. Runt La Escondidita är det ganska tätbefolkat, med 52 invånare per kvadratkilometer. Närmaste större samhälle är San Luis de la Paz, 11,2 km öster om La Escondidita. Trakten runt La Escondidita består till största delen av jordbruksmark.